# 사리사

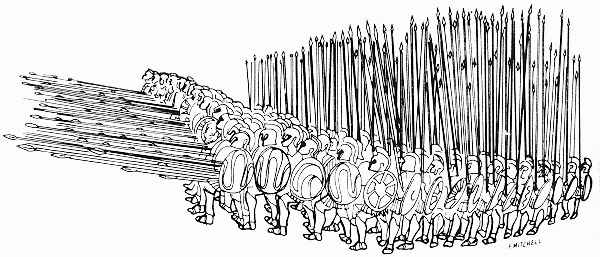
밀집대형으로 사리사를 든 마케도니아의 페제타이로이

사리사(그리스어: Σάρισσα)는 고대 마케도니아 왕국의 군대가 사용하던 긴 창의 이름이다. 당시 고대 그리스와 인근 지역에서 사용되던 장창보다 두 배 이상 길게 만들어졌다.

## 개요

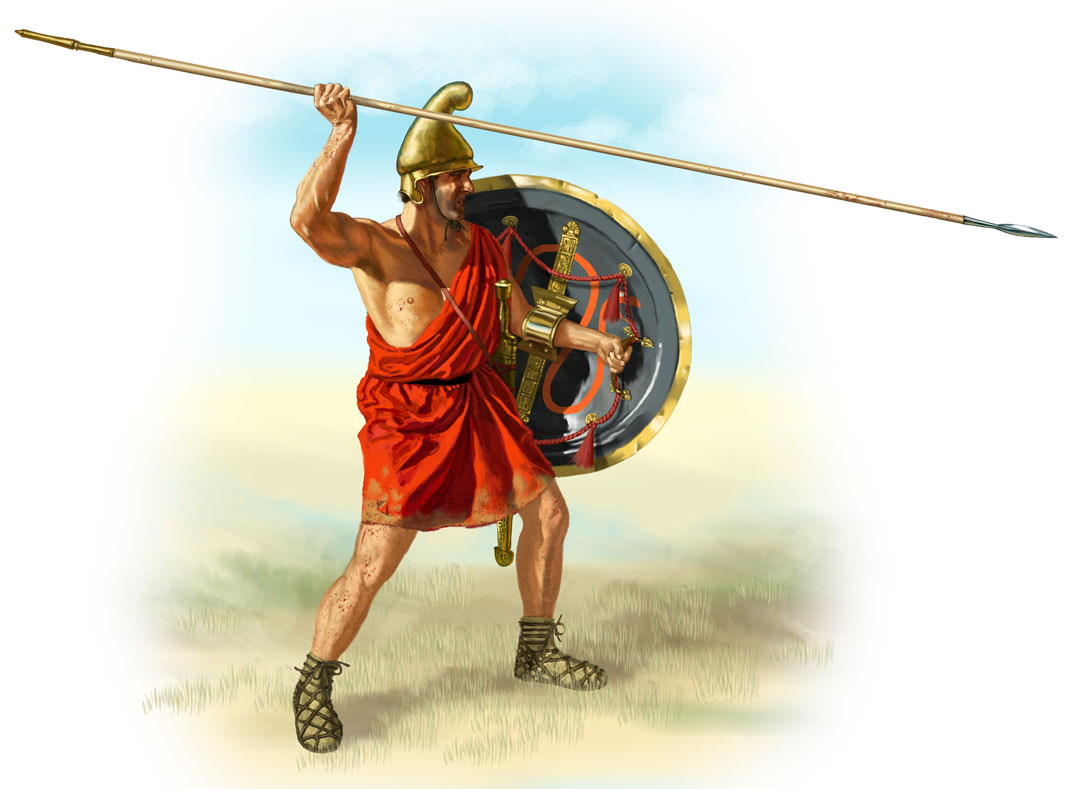
사리사를 든 히파스피스트(은방패병단)

사리사를 처음 도입한 것은 마케도니아의 필리포스 2세이다. 그는 마케도니아 군대에 팔랑크스를 처음 도입하고 기병을 유기적으로 활용하는 한편, 창의 길이를 보통보다 더욱 길게 만들었다. 당시의 창은 보통 3m를 넘지 않았는데 사리사는 길이를 최대 6.3m까지 늘렸는데 긴 길이 때문에 휴대하기 어렵고 종종 다른 나라의 비웃음을 사기도 했다.
사리사는 길이 4∼6m, 무게 4∼5kg으로 쇠로 나뭇잎 모양의 창끝을 만들었고 아랫쪽 끝에는 구리로 감싸서 필요시에 땅에 고정시켜 사용할 수 있었다. 사리사로 무장한 마케도니아 군대는 전진하는 적을 완전히 꼼짝 못하게 만들 수 있었고 주로 중앙에 정예부대에 배치하여 전선 중앙에서 적의 전진을 완전히 봉쇄할 수 있었기 때문에 양측면의 마케도니아 기병대는 원활한 기동력을 확보 할 수 있었다. 이러한 마케도니아군의 전술은 바로 알렉산드로스 대왕의 장기인 “계획된 밀집방어에 이은 신속하고 대담한 기병의 포위공격의 토대”가 되었다.
당시 이 사리사로 무장한 잘 훈련된 마케도니아 군대에 맞서 감히 대항할 군대는 아무도 없었고 심지어 인도의 전투 코끼리도 사리사의 위력에 무릎을 꿇었다. 특히 가우가멜라 전투에서 다리우스 3세가 전차를 이용해 공격했으나 이 기다란 사리사로 무장한 마케도니아의 팔랑크스 앞에서 전차도 무력해졌다.
사리사는 알렉산드로스 대왕의 죽음 이후에도 계속 헬레니즘 제국 군대에 주력으로 남았으나 지나치게 사리사를 이용한 팔랑크스 전술에만 의존한 나머지 혼합병력을 유기적으로 구사하는 새로운 전술에 의해 차츰 사라지게 되었다.

## 같이 보기
- 장병무기